# Cadmo di Cos
Cadmo (V secolo a.C. – IV secolo a.C.), figlio di Scite, tiranno di Zancle (oggi Messina), ereditò dal padre la signoria di Cos (V secolo a.C.), ma rinunciò a esercitarvi il potere e dopo la battaglia di Lade (494 a.C.) fece ritorno in Sicilia.
Con l'aiuto di Ippocrate e dei Sami si impossessò di Zancle. Scacciato da Anassila di Reggio, trovò accoglienza a Siracusa, presso la corte di Gelone. Questi lo mandò come ambasciatore a Delfi con tre navi cariche d'oro da offrire all'imperatore persiano Serse, nel caso in cui quest'ultimo avesse conquistato la Grecia. Dopo la sconfitta di Serse, Cadmo riportò l'oro nelle casse di Gelone.